# Philipp Mees

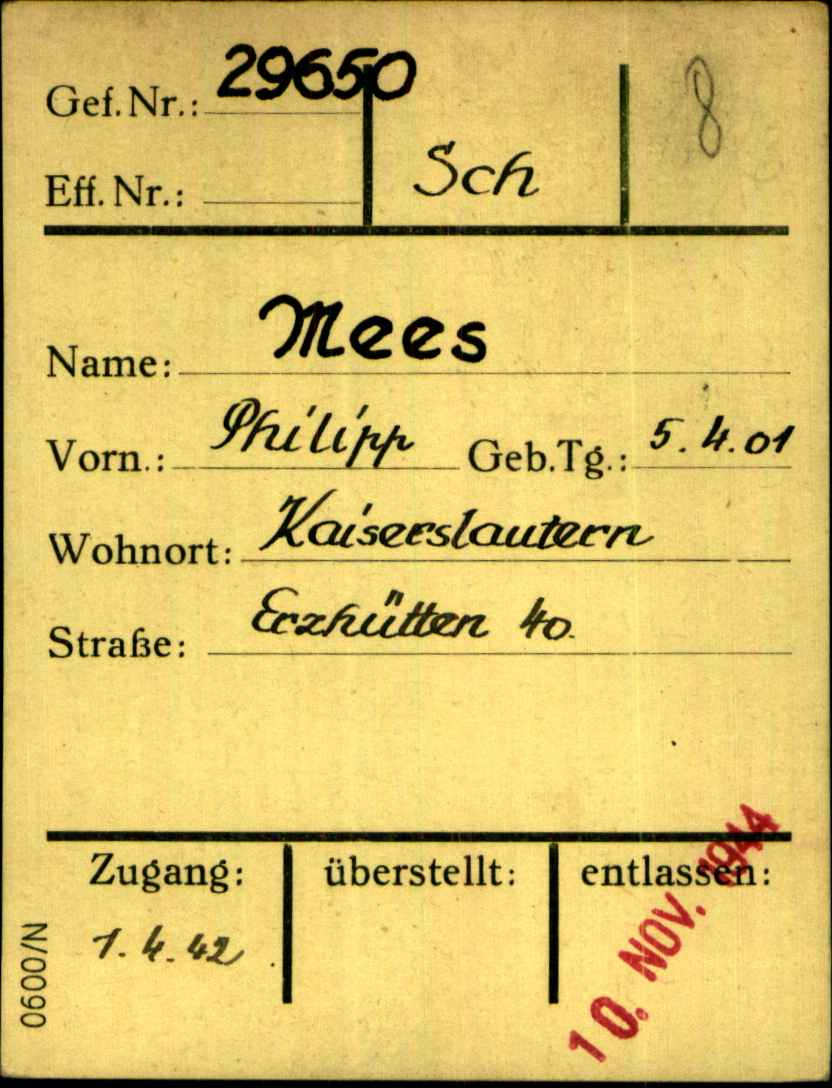
Mees’ Häftlingskarte im KZ Dachau

Philipp Mees (geb. 5. April 1901 in Kaiserslautern; gest. 1. August 1971 ebenda) war ein Widerstandskämpfer gegen den Nationalsozialismus im Dritten Reich und Politiker. Nach ihm ist der Philipp-Mees-Platz vor dem Polizeipräsidium Westpfalz in Kaiserslautern benannt.

## Leben
Philipp Mees war der Sohn des Lokomotivheizers Philipp Mees und dessen Ehefrau Elisabeth. Von Mai 1907 bis April 1915 besuchte er die Volksschule und anschließend bis Mai 1918 die Kaiserslauterer Fachschule für Maschinenbau und Elektrotechnik an der Königlichen Kreisoberrealschule. Zeitgleich erlernte er auch das Schlosserhandwerk. Bis November 1918 arbeitete er beim Guss- und Armaturenwerk Kaiserslautern und wechselte anschließend zum Reichsbahnausbesserungswerk Kaiserslautern.
Philipp Mees war ab 1919 Mitglied des Freien Eisenbahnerverbandes und ab März 1921 auch SPD-Mitglied. Im Rahmen seiner SPD-Tätigkeit nahm er auch an verschiedenen politischen Schulungen teil. Dabei besuchte er im September 1930 unter anderem auch die Bundesschule des Allgemeinen Deutschen Gewerkschaftsbundes in Bernau bei Berlin.
Zu Beginn der 1930er-Jahre war er stellvertretender Betriebsrat und Obmann der Vertrauensleute im Reichsbahnausbesserungswerk Kaiserslautern. Ab Oktober 1932 studierte er mit Unterstützung des Allgemeinen Deutschen Gewerkschaftsbundes (ADGB) an der „Akademie der Arbeit“ der Universität in Frankfurt am Main. Im April 1933 musste er das Studium allerdings abbrechen, weil die Akademie von den Nationalsozialisten geschlossen wurde. Mees war zunächst bis 1937 arbeitslos. Im Jahr 1938 arbeitete er allerdings als Schlosser bei der Firma Pfaff.
Am 28. Oktober 1938 wurde Mees wegen Vorbereitung zum Hochverrat verhaftet, da er in den Augen der Nationalsozialisten als Hauptfunktionär der Sozialistischen Arbeiterpartei Deutschlands (SAP) galt. Mit ihm wurden weitere 18 Personen festgenommen. Tatsächlich war Mees, der vor 1933 Funktionär der SPD gewesen war, in Kaiserslautern ein Funktionär der SAP und hatte enge Verbindungen zur Zentralleitung in Mannheim, unter anderem zu Karl Nord und Willy Petry. Mees arbeitete über Jonathan Volk mit der Sozialistischen Arbeiterjugend (SAJ) zusammen. Er besaß angeblich Beziehungen zur sozialdemokratischen Führung des Saargebiets, nahm mehrmals an illegalen Zusammenkünften in Basel teil und bezog jahrelang zur Verteilung in Kaiserslautern und Umgebung große Mengen an Zeitungen und Schriften, u. a. Das Banner der revolutionären Einheit, Neue Front und Sozialistische Warte. Im Juni 1939 verurteilte ihn das Oberlandesgericht Stuttgart zu drei Jahren und vier Monaten Zuchthaus, die er im Zuchthaus Ludwigsburg verbüßte.
Nach seinem Aufenthalt im Zuchthaus wurde Philipp Mees nicht freigelassen, sondern ins Konzentrationslager Dachau gebracht und dort als „Schutzhäftling“ mit der Nummer 29/650 inhaftiert. Nach eineinhalb Jahren Haft in Dachau wurde er am 9. November 1944 gewaltsam in die SS-Sturmbrigade Dirlewanger eingezogen. In seiner Funktion als Sturmbrigadist kämpfte er in Ungarn. Am 1. Mai 1945 lief er jedoch an der Front über und geriet kurzzeitig bei Frankfurt (Oder) in sowjetische Kriegsgefangenschaft. Schon im Herbst 1945 kehrte er nach Kaiserslautern zurück.
Mees half beim politischen und gewerkschaftlichen Neubeginn und war eines der ersten Mitglieder des durch die Besatzungsmacht Frankreich wiedereingesetzten Gemeinde-Komitees von Kaiserslautern. Im Mai 1946 vertrat er den pfälzischen SPD-Bezirksvorsitzenden Franz Bögler beim Westzonen-Parteitag in Hannover.
Am 15. September 1946 wurde Mees zum Stadtratsmitglied gewählt und war anschließend mehr als 20 Jahre Mitglied der dortigen SPD-Fraktion. Von 1946 bis 1966 amtierte er als hauptamtlicher Kreisvorsitzender des Deutschen Gewerkschaftsbunds (DGB). Darüber hinaus war er Mitglied des Verwaltungsausschusses des Landesarbeitsamtes und Vorstandsmitglied der AOK sowie Oberarbeitsrichter. Er wirkte im REFA-Landesverband Rheinland-Pfalz mit und war auch im Lendvay-Chor aktiv.
Mees starb am 1. August 1971 nach schwerer Krankheit im Alter von 70 Jahren. In ihrem Nachruf würdigte die Zeitung Rheinpfalz ihn als „aufrechten Demokraten, der sein Leben in den Dienst der arbeitenden Menschen gestellt hatte“.

## Auszeichnungen
1963 wurde Mees mit der Freiherr-vom-Stein-Plakette ausgezeichnet.
2017 wurde Mees mit einem Stolperstein auf dem nach ihm benannten Platz in Kaiserslautern geehrt.